# Josua (bok)
Josua är en bok i judendomens Neviim ("profeterna") och kristendomens Gamla Testamente. Den handlar om tiden efter den fyrtioåriga långa ökenvandringen då Israels folk kommer fram till det utlovade landet Kanaan. De korsar floden Jordan och tar sig in i staden Jeriko vars invånare de besegrar och i det närmaste utrotar. Josua, som utsetts till ledare över folket efter Moses död, visar sig vara en mycket skicklig och strategisk militär ledare. I resten av Josuas bok finns det ett flertal beskrivningar av hur israeliterna fortsätter sitt erövringståg och intar fler landområden. Utifrån bokens historieskildring är det dock svårt att rekonstruera vad som verkligen hände under denna tid. 

## Ursprung
Boken säger inget om vem som skrivit den men av tradition har Josua ansetts vara författare till boken, utom den del av boken som handlar om tiden efter hans död. Berättelsen om Josua och israeliternas intåg i Kanaan går tillbaka till omkring 1200 f.Kr. men enligt modern bibelvetenskap är boken skriven eller omarbetad senare. Detta syns bland annat på formuleringar som ännu i dag som förekommer 13 gånger, exempelvis i Josua 4:9 där det står om tolv stenar att de finns där ännu i dag.
Den tidiga deuteronomistiska skolan lär ut att Josua bok har skrivits av samma författare som Domarboken, Samuelsböckerna och Kungaböckerna och kan vara skriven så sent som på 500-talet. En mer sentida och bredare bibelvetenskap anser dock att likheten mellan dessa böcker inte är lika stor som mellan Moseböckerna, och verken tillskrivs istället olika författare som på samma språkliga och teologiska grund byggt vidare på varandras verk. Böckerna antas ha skrivits eller blivit omarbetade någon gång mellan 1000-talet f.Kr. och 500-talet f.Kr. av okända författare.

## Inom populärkultur
- It's Mad - En sång av den svenska hårdrocksgruppen Jerusalem.
- Joshua & the Battle for Jericho - Ett NES-spel av Wisdom Tree till NES släppt 1992.